# Niandane (Podor)
 (août 2020).
Cet article concerne la commune sénégalaise du département de Podor. Pour le village sénégalais du département de Bignona, voir Niandane.
Niandane est une commune sénégalaise située dans la région de Saint-Louis et dans le département de Podor.
Elle a été instituée par décret (2 002-171 du 21 février 2002) du Président de la République du Sénégal. Cette commune qui se trouve dans l'arrondissement de Thillé Boubacar est principalement composée de quatre grand quartiers avec une population assez jeune à l'image du maire qui est l'un des plus jeunes ingénieurs maire de commune au Sénégal[réf. nécessaire].

## Population
La population de Niandane est essentiellement composée de Wolofs avec 95,8%. Il y a ensuite les peuls représentant 3,6 % de la population de cette commune qui pourtant se trouve dans la sphère territoriale du Fouta. On y trouve également d'autres ethnies telles que les Soninkés, et les maures, même si ces dernières sont faiblement représentées.
Dans cette population niandanoise estimée à environ dix mille habitants, les jeunes occupent une bonne place avec environ 78,4 % de la population ayant moins de 35 ans. Une jeunesse politiquement engagée, massivement scolarisée, mais religieusement encadrée par une forte présence d'hommes religieux comme le célèbre Khalifa Oumar Niane .

## Les quatre de Niandane
La commune de Niandane est principalement divisée en quatre quartiers que sont :
- Ndiorno
- Thialy
- Fass
- Ainoumady

## Gouvernance locale
Avec son statut de comme de plein exercice acquis depuis 2002, cette localité est dirigée par les instances légitimes de la commune que sont le Conseil municipal et l'exécutif local incarné par le Maire de Niandane.

### Conseil Municipal
Le conseil Municipal est mis en place pour sa première fois le 31 mai 2002. Cet organe délibérant est composé de ses conseillers tous élu au suffrage universel conformément au code des collectivités territoriales du Sénégal. Ce conseil dispose d'un bureau dont le Maire est l'organe exécutif.

### Maires
Amadou Ly, ingénieur agronome, est le premier maire de Niandane en 2002. Il est remplacé en 2009 par Mamadou Gaye. Le maire actuel[évasif] est El Hadji Malick Gaye, directeur général de l'agence d'exécution des travaux d'intérêt public (AGETIP)